# Eusandalum seyrigi
Eusandalum seyrigi är en stekelart som först beskrevs av Bolivar y Pieltain 1926.  Eusandalum seyrigi ingår i släktet Eusandalum och familjen hoppglanssteklar. Inga underarter finns listade i Catalogue of Life.